# 岡田桑三
岡田 桑三（おかだ そうぞう、1903年6月15日 - 1983年9月1日）は、日本の映画俳優、映画プロデューサー。俳優としての芸名は「山内光（やまのうち ひかる）」。
横浜の商家の娘・よねと番頭の美平の間に生まれる。ドイツ、ソ連で舞台美術、映画、写真の技術を学んだ。日活、松竹で俳優として映画に出演する一方、日本プロレタリア映画同盟、写真・映画団体「国際光画協会」、写真集団「日本工房」、「中央工房」などに関わり、プロパガンダグラフ雑誌「FRONT」を発行する「東方社」の創設に参加。多くの映画人、写真家、美術家らに影響を与えた。戦後は、南方熊楠遺稿の出版に関わった後、東京シネマを興し、科学映画を中心とする短編映画が、内外で高く評価されたことで、そのプロデューサーとして知られた。

## 主な経歴

### ドイツ留学から演劇、映画の世界へ
- 1903年、横浜市出身。神奈川県立横浜翠嵐高等学校卒[2]。
- 1922年ドイツへ留学、渡欧の船内で渋沢敬三と知り合う。カイザー・ウィルヘルム芸術アカデミーの舞台美術のアトリエで学ぶ。森戸辰男と知り合う[1]。
- 1924年帰国。築地小劇場に入る[2]。
- 1926年4月、日活へ入社、銀幕デビュー[2]。
- 1928年松竹蒲田に移籍し、二枚目俳優として活躍[2]。
  - この時期の俳優「山内光」としての出演作
    - 1926年、『陸の人魚』（日活大将軍）
    - 1927年、『鉄腕記者』、『鉄路の狼』（日活大将軍）
    - 1928年、『幼なじみ』、『街頭の騎士』（松竹蒲田）、『けちんぼ長者（ケチンボ長者）』（日活大将軍）、『輝く昭和』（松竹蒲田）

### 激動の1929年
- 1929年3月、右翼に刺殺された労働農民党代議士、山本宣治の東京での葬儀の撮影を担当[3][1]。同年、映画技術の視察を名目に、城戸四郎松竹蒲田撮影所長から旅費を工面してもらい、婚約した鍋島田鶴子を同行してモスクワ、ベルリンに旅行。エイゼンシュテイン、プドフキン、メイエルホリドなどと親しくなる。本人は最も強い影響を受けたのは、カメラマンのティッセと記している。帰国後、村山知義らと国際光画協会を創設[1]。
  - この時期の俳優「山内光」としての出演作
    - 1929年、『愛人 時枝の巻』、『恋愛風景』、『黄昏の誘惑』、『新女性鑑』（松竹蒲田）

### 映画・写真運動の展開
- 1930年、寄稿した『プロレタリア映画運動の展望』 （小林多喜二も寄稿、新興映画社編）が大鳳閣書房から刊行[4]。
- 1931年、「独逸国際移動写真展」をプロデュース。これを通じて、木村伊兵衛と知り合う[1]。
- 1933年、名取洋之助を中心に、木村伊兵衛、伊奈信男、原弘らと写真エージェンシー「日本工房」設立[5]。
- 1941年松竹退社。
  - この時期の俳優「山内光」としての出演作
    - 1930年、『青春譜』、『真実の愛』、『麗人』、『微笑む人生』、『女心を乱すまじ』、『荊の冠』、『愛慾の記』、『若者よなぜ泣くか』（松竹蒲田）
    - 1931年、『銀河』、『夜ひらく』、『壊け行く珠』、『暴風の薔薇』、『野に叫ぶもの 青春篇』、『野に叫ぶもの 争闘篇』、『○○自慢』、『真理の』、『生活線ABC 藤枝の巻』、『生活線ABC 前篇』、『生活線ABC 後篇』（松竹蒲田）
    - 1932年、『情熱 ラ・パシオン』、『勝敗』、『兄さんの馬鹿』、『乳姉妹』、『天国に結ぶ恋』、『情人』、『聖なる乳房』、『男性征服』、『椿姫』（松竹蒲田）
    - 1933年、『孔雀船』、『十九の春』、『思ひ出の唄』、『ラッパと娘』（松竹蒲田）
    - 1934年、『東洋の母』、『限りなき舗道』、『結婚興奮記』、『お小夜恋姿』、『山は夕焼』（松竹蒲田）
    - 1935年、『接吻十字路』、『二人静』、『母の恋文』、『輝け少年日本』、『春琴抄 お琴と佐助』、『噂の女』、『果樹園の女』、『永久の愛 前篇』、『永久の愛 後篇』、『おやぢ教育』（松竹蒲田）
    - 1936年、『感情山脈』、『家族会議』、『自由の天地』、『男性対女性』、『人妻椿 前篇』、『人妻椿 後篇』、『新道 前篇朱実の巻』、『新道 後篇良太の巻』（松竹蒲田）
    - 1937年、『ママの縁談』、『浅草の灯』（松竹蒲田）
    - 1938年、『せつなき心』（新興東京）、『螢の光』（松竹大船）
    - 1939年、『愛情部隊』（松竹大船）、『日本の妻 前篇 流転篇 後篇 苦闘篇』（松竹大船）、『純情二重奏 前篇』、『純情二重奏 後篇』（松竹大船）、『暖流 前篇 啓子の巻』、『暖流 後篇 ぎんの巻』（松竹大船）
    - 1940年、『木石』（松竹大船）

### 東方社から東京シネマへ
- 1941年4月、「東方社」を設立、理事長となる。42年8月、理事長辞任。
- 1943年3月、東方社理事を退任。林達夫が三代目理事長となる。
- 1944年7月、満映理事長、甘粕正彦に請われ、満州に赴き、天然色フィルム開発を指揮。
- 1945年、「東方社」解散。
- 1946年10月、引揚船で帰国。
- 1947年10月、渋沢敬三主催で南方熊楠顕彰を目指すミナカタ・ソサエティ設立準備会開催、代表幹事に指名される。
- 1949年、岡正雄らと月刊コミック雑誌『スーパーマン』（コミックス社）を、13号まで刊行。
- 1951年、「南方熊楠全集」（乾元社、渋沢敬三編）の刊行のために奔走する。
- 1953年、渋沢敬三の指示で、十和田観光鉄道、杉本行雄に協力、設立幹事長として十和田科学博物館創立に尽力。
- 1954年、東京シネマの創業[6]。
- 1955年、東京シネマ製作の『ビール誕生』（製作：岡田桑三、演出：柳沢寿男、特写：木村伊兵衛、脚本：吉見泰、撮影：小林米作、特技：武田兼之助）がプノンベン・アジア映画祭グランプリ、シンガポール東南アジア映画祭特別賞受賞[7]。

### 東京シネマの全盛期
- 1958年、吉見泰脚本、小林米作撮影、東京シネマ製作の『ミクロの世界 -結核菌を追って-』がヴェネツィア記録映画祭最高科学映画賞、国際科学映画協会モスクワ大会名誉賞などを受賞[7]。同年、『視聴覚教育』誌に「国際科学映画協会のモスクワ大会に出席して」を寄稿[8]。
- 1960年、東京シネマ製作の『マリンスノー -石油の起源-』が国際科学映画協会プラハ大会名誉賞などを受賞。
- 1961年、菊池寛賞受賞[6]。
- 1962年、東京シネマが科学技術功労賞受賞[6]。
- 1964年、岡田桑三、週刊朝日1964年12月11日号の表紙を飾る[1]。
- 1965年、東京シネマが朝日文化賞受賞[6]。
- 1966年、東京シネマが経営破綻し、新規製作を中断、多くの社員が退社。会社自体は,1983年の桑三の死まで存続。
- 1967年、東京シネマが製作した2作品についての著作権紛争が発生[9]。これを機会に、産業映画の受託時に著作権の所在を明確化する流れが業界に生まれる。
- 1968年、東京シネマが製作した『うま味と生命』がパドヴァ大学科学教育映画祭化学教育部門第一位賞受賞[7]。

東京シネマ作品の完成原版は、大部分が東京国立近代美術館フィルムセンターに一括寄贈され、国有財産として管理され、その多くは、NPO法人科学映像館（http://www.kagakueizo.org/）で公開されている。

### 晩年
- 1970年、大阪万博を機に西独国立科学映画研究所（IWF, Goettingen)所長、ゴットハルト・ヴォルフが来日、これを機に現、公益財団法人下中記念財団（理事長下中邦彦）にヴォルフが編集長を務める国際科学映画収集運動、エンサイクロペディア・シネマトグラフィカ（ECフィルム）の支部として、EC日本アーカイブズ（ECJA)が設立されることとなり、その所長となる。ECJAは、全EC収録作品を収蔵するアーカブズとして1972年に公開された。
- 1973年、昭和天皇のヒドロゾア研究に触発されて、東京シネマ創立以前から構想していた刺胞動物の映像化が、沖縄海洋博を機に実現、「マリン・フラワーズ　腔腸動物の生活圏」3面マルチ・スクリーン版22分として75年、海洋博会場で公開、国際科学映画協会アイントホーフェン大会名誉賞など、単一画面版31分は、芸術祭記録映画部門優秀賞などを受賞、生涯最後の大作となった。この作品を持って、制作活動は、1958年に関連会社として設立された株式会社サイエンスフィルムズを社名変更、改組した株式会社東京シネマ新社に移行した。
- 1983年、晩年は群発性動脈瘤を患って闘病を続けたが、7月中旬まで、東京シネマ新社、下中記念財団に出社、短期の入院を経て9月1日、脳梗塞で死亡。富士霊園に葬られた。
- 2014年、晩年、1966-83年を過ごした、北鎌倉、建長寺塔頭、幽谷山回春院地内の墓所に改葬された。